# Navaan-Yundengiin Oyundari
En aquest nom mongol, el nom és «Oyundari» i «Navaan-Yundengiin» és un patronímic, no pas un cognom.
Navaan-Yundengiin Oyundari (mongol: Наваан-Юндэнгийн Оюундарь)  () és una política mongola i viceministra d'Afers Exteriors.

## Educació
Oyundari es va graduar amb distinció (medalla d'or) a l'escola conjunta mongol-russa número 3. El 1995 es va llicenciar en administració d'empreses a la Universitat Seruuleg i el 1998 va obtenir un MBA a la Universitat de Maastricht, als Països Baixos.

## Carrera professional
Oyundari va començar la seva carrera professional al Centre Nacional de Productivitat de Mongòlia el 1995, on va participar en projectes i programes internacionals. El 2000 es va dedicar al servei públic, convertint-se en la directora de la divisió de cooperació externa del Ministeri de Medi Ambient. El 2004 va treballar com a vicepresidenta del Conveni de les Nacions Unides sobre biodiversitat, el 2006 va treballar com a assessora a l'Orient Mitjà de l'ONU a Ginebra. Entre el 2008 i el 2014 va treballar com a membre del Consell de la ciutat d'Ulan Bator, elegida candidata del Partit del Poble de Mongòlia. Des de desembre de 2014 fins a agost de 2015 va ser viceministra d'Afers Exteriors.

## Compromís social
El 1996 va crear la fundació Baatarvan Navaan-Yunden. L'objectiu principal de la fundació és augmentar el coneixement dels mongols sobre la seva història i el respecte cap als avantpassats mitjançant la promoció de la vida i l'obra de Baatarvan Navaan-Yunden i la realització de beneficència a tot el territori de l'antiga província de Tusheet Khan que antigament estava controlada per Baatarvan de Kharaa.
Des del 1997 va començar a treballar com a secretària del NAMSZKH, membre del MASZKh, membre del comitè revolucionari del partit del poble mongol (a partir del 1994) i elegida membre del grup de partit.